# La boya
La boya és una pel·lícula de l'Argentina filmada en colors dirigida per Fernando Spiner sobre el seu propi guió escrit en col·laboració amb Aníbal Zaldívar i Pablo De Santis que es va estrenar el 6 de desembre de 2018.

## Sinopsi
Fernando Spiner es troba a Villa Gesell, on va passar la seva adolescència, amb el poeta i amic de la infància i de la joventut, Aníbal Zaldívar, periodista i poeta que allí resideix, i a més de nedar fins a una antiga boia que aquest deixés anar en la mar a comanda del pare d'Anníbal de qui era molt amic, i al mateix temps que indaga sobre la seva vida, investiga el seu propi passat.

## Repartiment
Van col·laborar al film, com ells mateixos:.
- Aníbal Zaldívar
- Ricardo Roux
- Pablo Mainetti
- Juan Forn
- Guillermo Saccomanno
- Fernando Spiner

## Crítiques
Pablo O. Scholz a Clarín va opinar:
| « | ”...la poesia és central a La boya. Però no sols els versos o la rima -que es llegeixen i es reciten a càmera...sinó per l'ús, líric, es diria, que el realitzador utilitza en les imatges en les quals reflecteix com neden ell i Aníbal...I també hi ha una certa poesia quan el film relata, en breus entrevistes, aparicions, a altres artistes notables establerts allí…Spiner mostra sensibilitat en tot moment. La utilització de la cambra subaquàtica no era imprescindible, però és oportuna i apropiada…la música va ser composta per Natalia Spiner, en aquest film documental amb preconcebuda posada en escena, que beneficia cert to de melangia.” | » |

La crònica de Página/12 va dir:
| « | ”Més enllà de les diverses seqüències de nedo..., La boya es ramifica en una sèrie de segments documentals de diferent tenor: entrevistes tradicionals a càmera, converses íntimes amb una mica de posada en escena ficcional, seqüències on el frasejo poètic és imitat per les imatges i potenciat per la música, … de Natalia Spiner… No totes les seccions posseeixen la mateixa força o pertinència i, per moments, la pel·lícula ingressa en una zona de deriva amb trets capritxosos. En uns altres, en canvi, el lirisme aflora; un lirisme melancòlic, tristón, hivernal.... És la reconstrucció d'una història familiar: l'arribada amb vaixell...del besavi...una carta paterna, aparentment segellada durant dècades, que és oberta per primera vegada durant el rodatge. Són moments intensos i emotius que, no obstant això, no aconsegueixen cohesionar-se del tot amb la resta de la pel·lícula. Són riscos que es prenen en apostar per una estructura narrativa lliure, decisió que el realitzador pren conscientment i que li permet, en certa manera, construir un retrat comunitari a partir d'una forta sensació de pertinença.” | » |

## Premis i nominacions
El film ha estat nominat en la XIII edició dels Premis Sur de 2018 a la Millor Pel·lícula Documental.